# Vieni con me (Chiara Galiazzo)
Vieni con me è un singolo della cantante italiana Chiara, pubblicato il 7 giugno 2013 come terzo estratto dal primo album in studio Un posto nel mondo.

## Descrizione
Il brano è stato scritto da Dardust ed Ermal Meta e prodotto da Vasco Rossi, Guido Elmi e Floriano Fini.
È stato utilizzato come brano principale per lo spot TIM trasmesso da giugno 2013. Il brano è stato successivamente inserito nelle compilation RDS insieme a te, voglia di grandi successi!  e Love Forever.

## Tracce
Testi e musiche di Ermal Meta e Dario Faini.
1. Vieni con me – 3:28

## Video musicale
Il video, diretto da Alessandro D'Alatri e girato ad Otranto (spiaggia, laghetto di Bauxite, Torre Sant'Emiliano), è stato pubblicato in anteprima il 7 giugno 2013 sul sito del Corriere della Sera ed è stato trasmesso in anteprima televisiva su Sky Uno dalle 19.20 del 7 giugno 2013 per tutto il weekend. Dal 10 giugno è disponibile anche sul canale ufficiale YouTube di Chiara e sul sito della piattaforma Vevo.

## Formazione
- Chiara – voce
- Alberto Tafuri – sintetizzatore, chitarra acustica, basso synth, percussioni
- Lorc Sarosi – batteria
- Gaetano Cappa – ukulele

## Classifiche
| Classifica (2013) | Posizione massima |
| ----------------- | ----------------- |
| Italia            | 28                |